# Mare de Déu de la Salut (Algemesí)
La Mare de Déu de la Salut és una imatge mariana que es troba a la Basílica Menor de Sant Jaume d'Algemesí, a la comarca de La Ribera Alta, País Valencià.

## Història
Segons explica la llegenda, l'any 1247, al lloc que avui ocupa el pou anomenat de la Mare de Déu de la Salut, a l'horta de la partida de Berca, hi havia una morera seca i buida. En aquell lloc, un veí d'Algemesí va observar que dins del seu tronc hi havia la figura d'una persona, i en acostar-se va veure que era una imatge de la Mare de Déu. En observar-la, es va adonar que estava asseguda sobre un banc de fusta, que sobre la cuixa esquerra tenia assegut el Jesuset, i que a la mà dreta tenia agafat un lliri. Segons diu la tradició, tres vegades se la van emportar a la vila d'Alzira, i altres tres vegades va tornar a trobar-se a la morera, motiu pel qual la imatge es va quedar a Algemesí.

Als primers segles després del descobriment no se li va donar cap advocació a la imatge, ja que cadascú l'anomenava com volia, encara que passats els segles el poble decideix donar-li una advocació concreta. Segons explica la tradició, tres preveres van discutir quin seria el nom de l'advocació, debatent-se entre «Mare de Déu dels Àngels, «Mare de Déu de la Salut» i «Mare de Déu de la Consolació», però com que no es posaven d'acord van decidir que l'atzar triara per ells, sortint tres vegades l'advocació de «Mare de Déu de la Salut». Actualment es recita encara una rima que fa esment a aquest esdeveniment:
| « | Tres vegades va insistir; mossén Frasquet, cabut; i tres vegades va sortir: Mare de Déu de la Salut! | » |

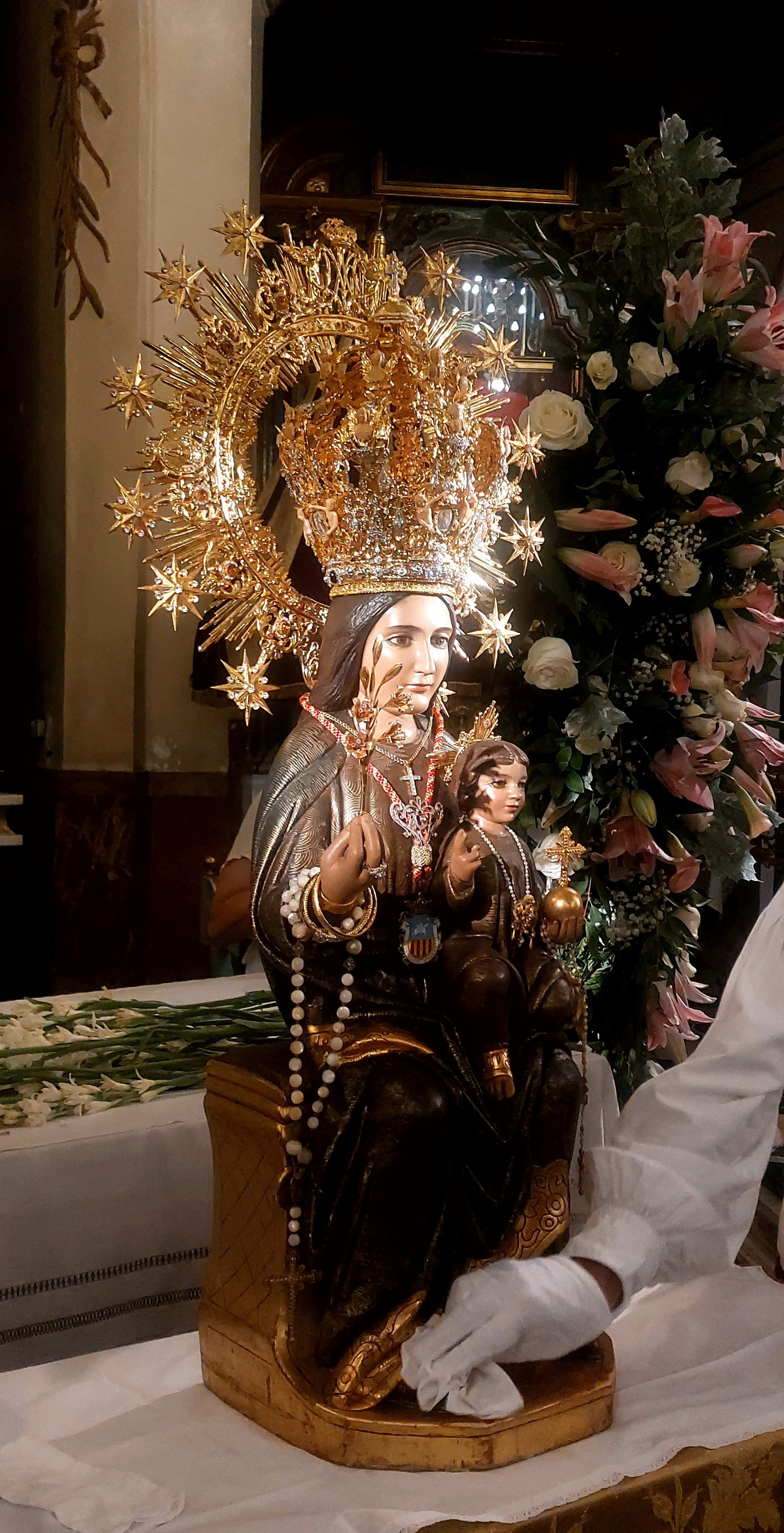
Imatge actual de la Mare de Déu de la Salut d'Algemesí

La imatge va ser destruïda a la Guerra Civil quan va ser arrasada la capella en què es trobava. Concretament, va ser cremada a la porta de la Capella de la Comunió de l'església el dia de la seua festivitat (08-09-1936). L'actual imatge és una rèplica de l'any 1944 realitzada per Felip Panach Ballester. Abans d'aquesta, va haver una realitzada el 1939, que es troba actualment a la Capella de la Troballa.